# Assassinato de Bernardo Boldrini
O Caso Bernardo Boldrini (também chamado de Caso do Menino Bernardo) refere-se ao assassinato do menino brasileiro Bernardo Uglione Boldrini (Santa Maria, 6 de setembro de 2002 — Frederico Westphalen, 4 de abril de 2014), de onze anos de idade, em 4 de abril de 2014, por meio de superdosagem do medicamento Midazolam, que lhe foi ministrado pela madrasta, Graciele Ugulini. 
O corpo de Bernardo foi encontrado 10 dias depois, em 14 de abril, numa cova feita num matagal, no interior de Frederico Westphalen. Foram condenados pelo crime o pai Leandro Boldrini, a madrasta, Graciele Ugulini, a amiga dela, Edelvânia Wirganovicz e o irmão desta, Evandro Wirganovicz. 
Em maio de 2014, a Lei Menino Bernardo, chamada pela imprensa de Lei da Palmada, foi sancionada em sua homenagem. O caso foi listado pelo Brasil Online, Estado de S. Paulo e a revista Veja ao lado de outros crimes que chocaram o Brasil e está em destaque em Casos de Repercussão no portal do TJ-RS. 

## Contexto
Nascido em 6 de setembro de 2002, em Santa Maria, no Rio Grande do Sul, Bernardo era filho de Leandro Boldrini e Odilaine Uglione. Morava em Três Passos com o pai, a madrasta, Graciele Ugulini, e uma meia-irmã pequena, filha do casal. Sua mãe havia cometido suicídio em 2010, no consultório do pai. Ele foi morto com 11 anos de idade e seu corpo está sepultado na cidade de Santa Maria, no mesmo jazigo da mãe.
Bernardo vivia com o pai e a madrasta, porém, segundo as investigações, a relação familiar entre os três não era boa. Em gravações apresentadas para esclarecer o caso, a madrasta chega a dizer "vamos ver quem vai primeiro para debaixo da terra" e "prefiro apodrecer na cadeia do que ficar nessa casa contigo incomodando".
Já o pai demostrava desinteresse pelo menino. Numa gravação, onde Bernardo chegou a empunhar um facão, este lhe disse: "vamos, machão, faz alguma coisa com esta faca". Testemunhas relataram, também, que Bernardo chegava a ficar vários dias fora de casa, sem que o pai o procurasse. Durante o julgamento, uma ex-professora do menino e testemunha do caso disse: "[Bernardo] nunca ganhou colo do pai". Ainda em 2014, Bernardo pediu a um juiz para mudar de família, o que, depois do crime, acabou causando uma discussão sobre o funcionamento da rede de apoio e amparo às crianças no Brasil.

## Crime
Em abril de 2014, Bernardo foi dado como desaparecido. O pai comunicou aos policiais que o filho tinha ido dormir na casa de um amigo em 4 de abril, numa sexta-feira, mas quando chegou ao local em 6 de abril, descobriu que o garoto nem havia chegado lá. Após o início das buscas pelo menino, a polícia chegou a Edelvânia, além de descobrir que, no início da tarde de 4 de abril, Graciele, a madrasta, havia sido multada pela polícia por excesso de velocidade, dirigindo entre os municípios de Tenente Portela e Palmitinho, a cerca de 50 quilômetros de Três Passos, com Bernardo no banco de trás. Ela seguia para Frederico Westphalen, onde se encontraria com Edelvânia. Segundo o depoimento de um policial rodoviário, tanto o menino como a motorista aparentavam tranquilidade.
De acordo com as apurações, foi antes de iniciar o trajeto que Bernardo tomou uma primeira dose do medicamento por via oral, tendo Graciele lhe dito que era um remédio para evitar enjoos durante a viagem (ela tinha dito a ele que sairiam para comprar uma televisão). A substância foi reaplicada depois, por via intravenosa, já na presença de Edelvânia. No dia 14 de abril de 2014, após o depoimento de Edelvânia, o corpo de Bernardo foi encontrado sem roupas, dentro de um saco, enterrado numa cova às margens do rio Mico, em Frederico Westphalen, cidade que fica a cerca de 80 quilômetros de Três Passos. 
A delegada que investigava o caso pediu, então, a imediata prisão do pai e da madrasta, juntamente com a de Edelvânia. Evandro foi preso em maio. A presença de Midazolam foi detectada no fígado, nos rins e no estômago do garoto. Há duas possibilidades de aplicação da droga: via oral (comprimidos foram comprados em farmácia por Graciele e Edelvânia) e por injeção (ampolas do remédio foram retiradas do consultório de Boldrini). Pelo estado de decomposição do corpo, não pôde ser analisada a presença de picadas na pele.
Após as injeções letais, o menino foi colocado em uma vala vertical cavada dois dias antes – onde o corpo foi coberto com soda cáustica. No dia 4 de abril, o casal ainda havia ido a uma festa e, no dia 7 de abril, o pai havia ido trabalhar normalmente. Após as investigações, a polícia apurou que Leandro e Graciele consideravam que Bernardo estaria atrapalhando a relação do casal. Já Edelvânia e Evandro teriam agido motivados por dinheiro, sendo que a ela Graciele teria oferecido dinheiro para a quitação de um imóvel. 

### Edelvânia Wirganovicz
Após fazer buscas pelo menino em Três Passos, a polícia chegou a Edelvânia Wirganovicz, em cuja casa foram encontradas uma pá e uma cavadeira. Na delegacia, por fim, ela acabou elucidando o caso, tendo depois levado a polícia ao local onde o corpo havia sido escondido, além de ter afirmado que Bernardo tinha morrido com a aplicação de uma injeção letal.
Em julho de 2014, em entrevista  ao Fantástico, disse: "Fomos lá naquele dia fazer o buraco, mas com a enxada não dava. Aí fomos comprar as coisas, a pá, uma cavadeira e a enxada foi jogada fora. Foi jogada no mato. Compramos um produto para dissolver a pele e não dar cheiro. Foi comprada uma soda”. Sobre o dia do assassinato, afirmou: "Entramos no meu carro. O menino sentou atrás. As coisas já estavam no porta-malas. Era uma pá e soda. Era o kit do remédio para matar, né. E então, ela foi no meu carro dirigindo. Eu fui no banco da frente, Bernardo foi atrás. Ela disse que ia levar ele numa benzedeira, que ia benzer ele. Disse que lá tinha que fazer procedimento, um ‘piquezinho’ na veia."
Em 22 de abril de 2025, Edelvânia foi encontrada morta no Instituto Penal Feminino de Porto Alegre sob suspeita de suicídio, poucas semanas após ter voltado ao regime semiaberto - em 2023 ela havia recebido autorização para cumprir a pena com o uso de uma tornozeleira eletrônica em razão da falta de vagas no sistema prisional.

## Motivação
Para o Ministério Público do RS, o pai e a madrasta não queriam dividir a herança deixada pela mãe de Bernardo e o consideravam um estorvo para o novo núcleo familiar. 

## Prisão, julgamento e penas
Leandro, Graciele e Edelvânia foram presos ainda em abril de 2014. Evandro foi preso em maio do mesmo ano, após se descobrir que, poucos dias antes do crime, ele havia estado na área onde o corpo foi encontrado.
O julgamento popular (júri popular) ocorreu entre os dias 11 e 15 de março de 2019, em Três Passos, tendo sido presidido pela juíza Sucilene Engler Werle. Durante o julgamento, os promotores Ederson Vieira, Bruno Bonamente e Silvia Jappe exibiram fotos do cadáver de Bernardo e sustentaram que os quatro réus tiveram participação no assassinato, mas com motivações distintas. Segundo Vieira, "o Evandro fez por dinheiro, não matou por prazer. Os outros três mataram por prazer".
Em sua defesa, Leandro disse que Graciele e Edelvânia haviam matado o menino e não ele. Graciele afirmou que Leandro era inocente e que havia falsificado a assinatura dele para a efetuar a compra do medicamento. Disse, também, que a morte havia sido um acidente, mas que admitia ter errado do início ao fim. Em seguida, afirmou  que Edelvânia quis levar o menino ao hospital após vê-lo desacordado.
Segundo Edelvânia, foi ela quem comprou o medicamento e a pá. Além disso, ao ver o menino desacordado, ou sem sinais vitais, quis ir à delegacia, mas foi ameaçada por Graciele. Durante o depoimento, retirou a culpa do irmão Evandro e chegou a desmaiar. Por fim, Evandro afirmou que não tinha feito nada e que havia apenas ido pescar na região onde o corpo de Bernardo foi encontrado.

### Penas
Leandro foi originalmente condenado a 33 anos e 8 meses de prisão em regime fechado por homicídio doloso quadruplamente qualificado, ocultação de cadáver e falsidade ideológica, mas sua defesa recorreu e ele acabou tendo a pena reduzida. Graciele foi condenada a 34 anos e 7 meses de reclusão, Edelvânia recebeu uma pena de 22 anos e 10 meses e Evandro foi condenado a 9 anos e 6 meses, mas ganhou liberdade condicional em 25 de março de 2019 após ter ficado preso por algum tempo. 

### Novo julgamento do pai
Em 10 de dezembro de 2021, por quatro votos a três, os desembargadores do 1º Grupo Criminal do TJRS acolheram recurso do réu  que fosse realizado um novo julgamento pelo Tribunal do Júri. Na argumentação, o relator, o desembargador Honório Gonçalves da Silva Neto, afirmou que "promotor de Justiça não realizava perguntas, mas sim argumentações na ocasião do interrogatório de Leandro". No entanto, o Superior Tribunal de Justiça recusou o recurso, mantendo a prisão. Em 23 de março de 2023, após 4 dias de julgamento, Leandro Boldrini foi condenado a 31 anos e 8 meses de prisão, em regime fechado, por homicídio doloso quadruplamente qualificado, e falsidade ideológica, sendo absolvido do crime de ocultação de cadáver.